# Frans Banninck Cocq

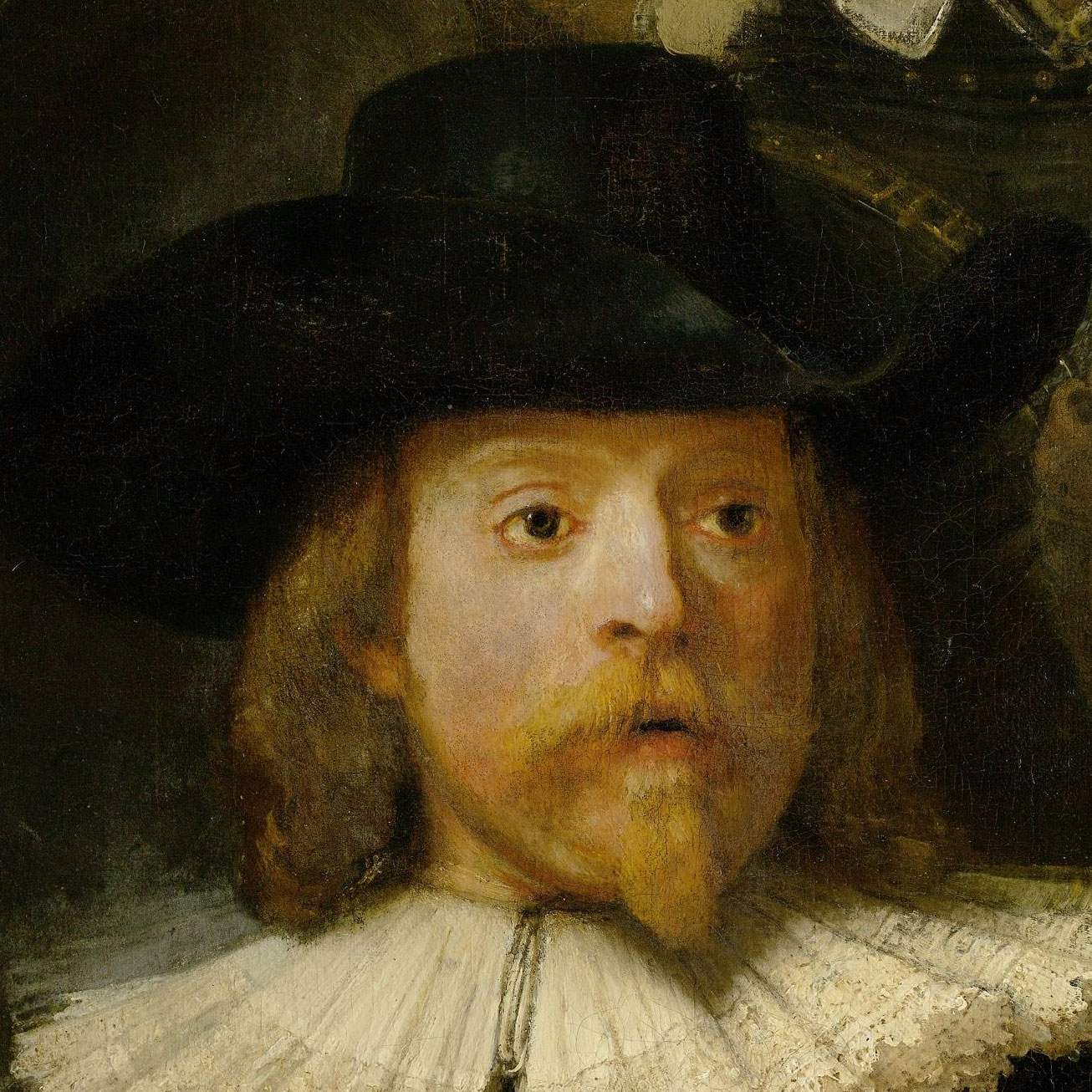
Rembrandt, Frans Banninck Cocq, Ausschnitt des Gemäldes Die Nachtwache, 1642, Rijksmuseum Amsterdam

Frans Banninck Cocq, auch Frans Banning(h) Cocq oder Frans Benning(h) Cocq geschrieben (* 23. Februar 1605 in Amsterdam; † 1. Januar 1655 ebenda), Ritter von Sankt Michael, Heer der Hohen Herrlichkeit Purmerland und Ilpendam (Iure uxoris), war ein Amsterdamer Regent des Goldenen Zeitalters. Bekannt wurde er durch seine Darstellung als Hauptmann der Nachtwache von Rembrandt van Rijn.

## Herkunft

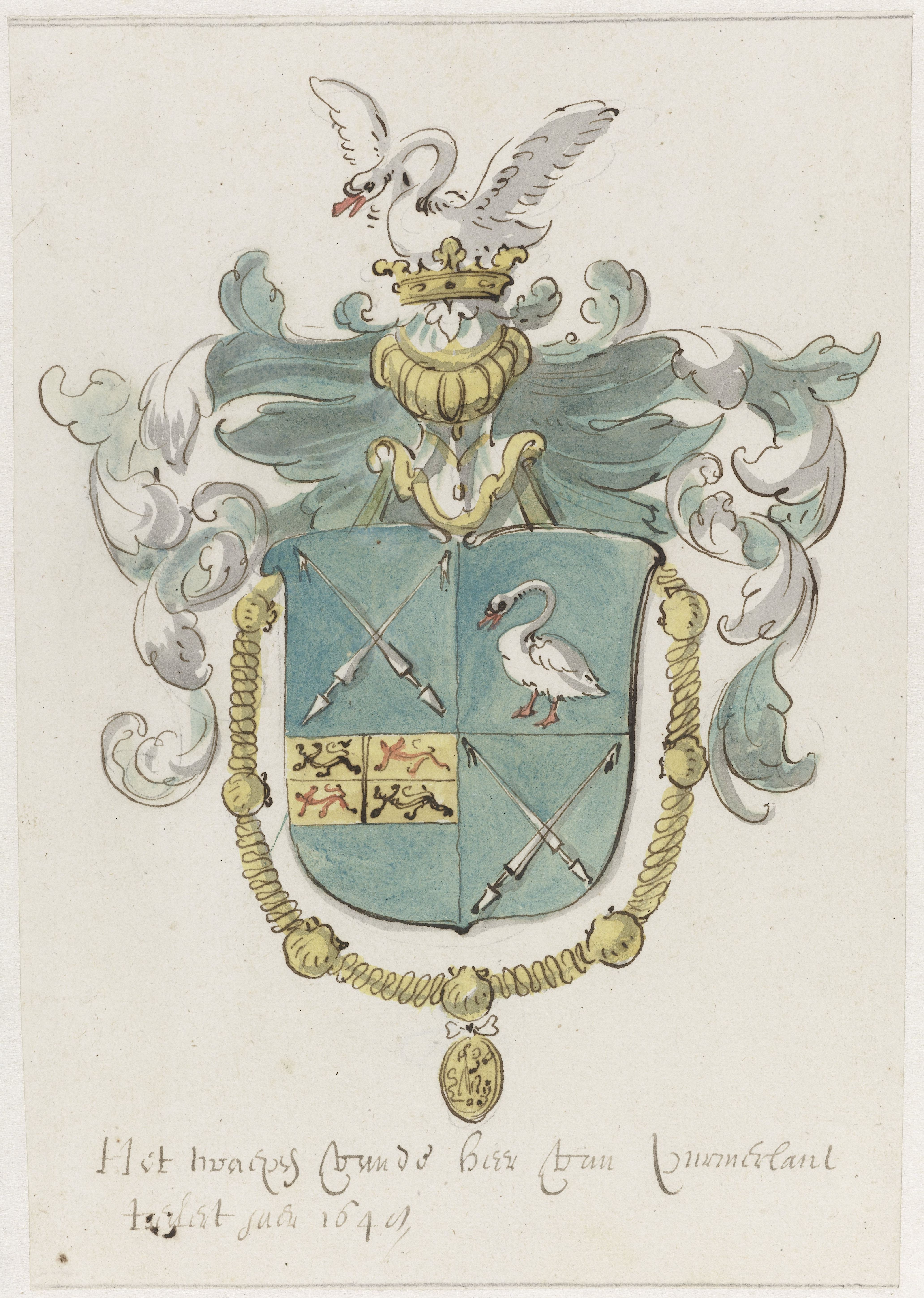
Wappen Frans Banninck Cocqs, gezeichnet von Pieter Jansz., 1648, Rijksprentenkabinet, Amsterdam

In der Amsterdamer Oberschicht existierten mit der Familie Banning(h) oder Benning(h) und der Familie Banninck zwei Familien mit sehr ähnlichen Namen, die nicht näher miteinander verwandt waren. Dabei war die erstgenannte Familie von größerer Bedeutung, sie stellte früher und über einen längeren Zeitraum Mitglieder der Stadtregierung. Frans Banninck Cocq gehörte der weniger bedeutenden Familie an. Aufgrund der ähnlichen Namen kam es bereits unter Zeitgenossen zu Falschschreibungen, so erscheint Banninck Cocq auf dem um 1653 nachträglich aufgemalten Namensschild der Nachtwache als Frans Banning Cocq / heer van Purmerlant en Ilpendam / Capiteijn. Er selbst unterschrieb mit Banninck Cocq und sein Hochschulzeugnis nennt ihn 1626 Franciscus Bannink. Ein von Banninck Cocq angelegtes zweiteiliges Familienalbum enthält neben einer Kopie der Nachtwache zahlreiche Zeichnungen und Aquarelle, darunter auch Familienwappen. Über lange Zeit wurde angenommen, Frans Banninck Cocq selbst habe die Familienalben dergestalt manipuliert, dass sie seine Herkunft aus der älteren Patrizierfamilie belegten. Tatsächlich erfolgten die Fälschungen in der Handschrift seines Neffen Pieter de Graeff, der nach dem Rampjaar alle städtischen Ämter verloren hatte und später den Titel des Herren von Purmerland und Ilpendam erbte. Bei den Manipulationen seiner Familiengeschichte unterstützten ihn der Maler Jacob Colijns, der möglicherweise auch die Kopie der Nachtwache im Familienalbum gemalt hat, und der Dichter Joost van den Vondel. Der niederländische Schriftsteller Johan Engelbert Elias veröffentlichte 1903 bis 1905 seine zweibändige Geschichte der Amsterdamer Stadtverwaltung von 1578 bis 1795. Er durchschaute de Graeffs Fälschungen nicht und fasste beide Familien zu einer zusammen, was aber im 21. Jahrhundert durch neue Forschungen und die völlig unterschiedlichen Familienwappen widerlegt werden konnte.
Frans Banninck Cocq wurde am 23. Februar 1605 in der Sint Antoniesbreestraat (damals Dijkstraat, das ist nicht die heutige Dijkstraat) im Osten Amsterdams geboren und vier Tage später in der Oude Kerk getauft. Er war der Sohn von Jan Jansz. Cock (1575–1633), einem aus Bremen zugewanderten Apotheker, und der Amsterdamer Patrizierstochter Lijsbeth Fransdr. Banninck (1581–1623). Abweichend von der Tradition, nach der er als Erstgeborener den Namen des Großvaters väterlicherseits erhalten sollte, erhielt er den Vor- und Nachnamen seines bereits 1582 im Alter von 38 Jahren verstorbenen Großvaters mütterlicherseits. Damit dokumentierten die Eltern den Anspruch auf Fortführung einer Familientradition. Die Bannincks waren seit Generationen Mitglieder des Amsterdamer Stadtrats und nur Frans Bannincks früher Tod, bevor er ein hohes Amt erreichen konnte, hatte die Tradition durchbrochen.

## Leben
Der junge Frans Banninck Cocq wuchs gegenüber dem heutigen Museum Het Rembrandthuis in jenem Teil der Sint Antoniesbreestraat auf, der später und bis heute Jodenbreestraat genannt wird. Mit Blick auf die angestrebte Karriere in der Stadtregierung studierte er an der Universität Poitiers Rechtswissenschaften.

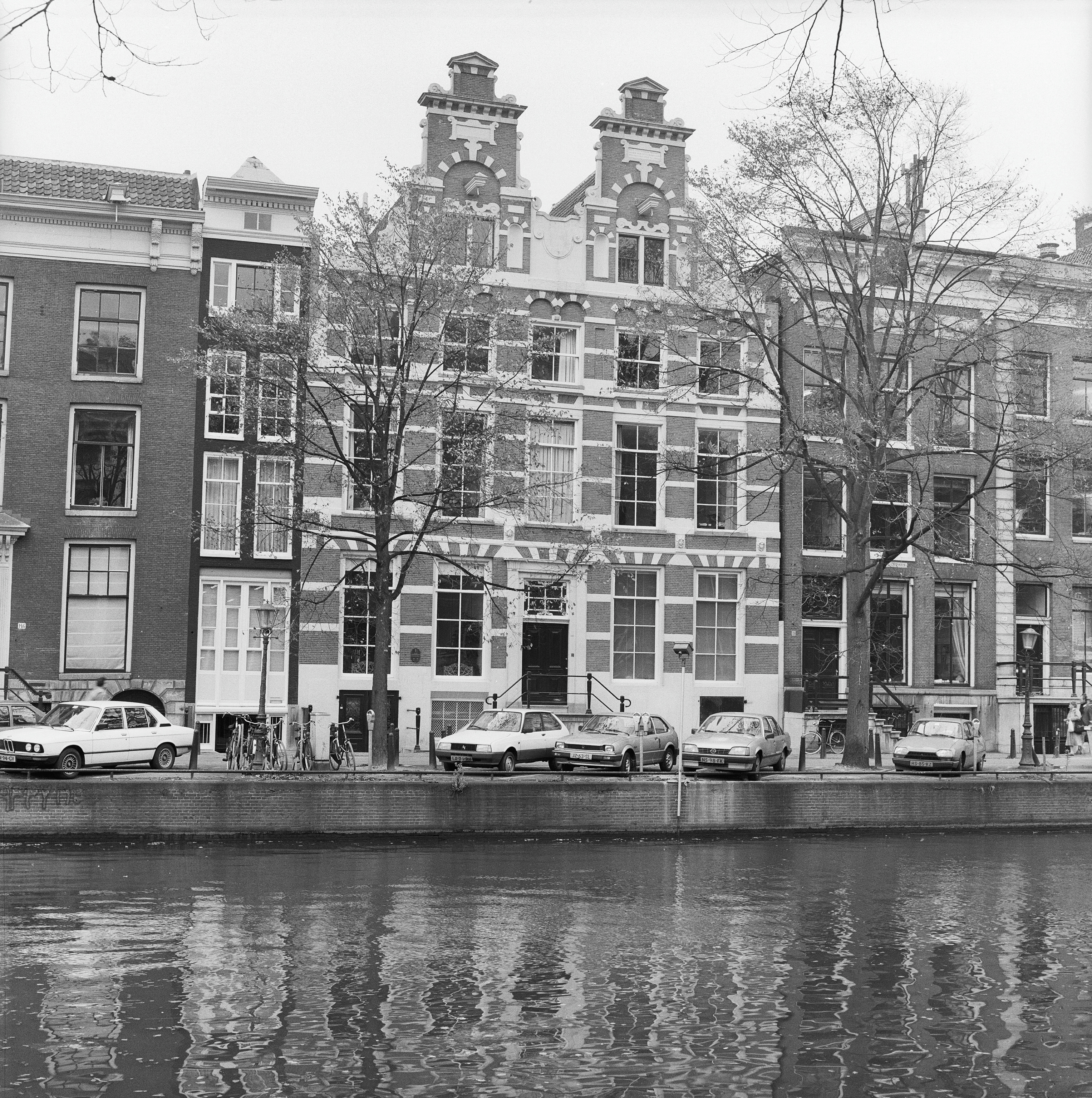
Haus De Dolphijn am Singel 140–142 in Amsterdam

Am 23. April 1630 heiratete er Maria Overlander van Purmerland (1603–1678), die Erbtochter des Amsterdamer Stadtregenten Volkert Overlander. Marias Schwester Geertruid Overlander (1609–1634) ehelichte Cornelis de Graeff, der somit sein Schwager wurde. Nach dem Tod seines Schwiegervaters führte er seit 1631 den Titel eines Herren von Purmerland und Ilpendam. Das Ehepaar lebte in dem um 1600 von Hendrick de Keyser für Hendrik Laurensz. Spiegel erbauten und 1609 von Volkert Overlander für 14.000 Gulden gekauften Haus De Dolphijn am Singel 140–142.
In der Amsterdamer Stadtverwaltung übte er seit 1632 eine Vielzahl von Ämtern aus. 1632, 1633 und 1636 wurde er Mitglied der Kommission für Eheangelegenheiten. 1634, 1635, 1641, 1643, 1644 und 1650 war er Mitglied der Kommission für Kleine Angelegenheiten (Commissaris van Kleine zaken). Von 1634 bis zu seinem Tod war er Stadtrat. 1637, 1640, 1642, 1645, 1646, 1648 und 1649 wurde er in das Schöffenkollegium gewählt. Von 1638 bis 1639 gehörte er der Kommission für die städtische Darlehenskasse an (Commissaris van de Bank van Leening). 1650 bis 1651 und 1653 bis 1654 wurde Banninck Cocq zum Bürgermeister gewählt. In diesem Amt arbeitete er eng mit seinem Schwager Cornelis de Graeff und dessen Anhänger Johan Huydecoper van Maarsseveen zusammen. 1652 übte er das Amt des Rechnungsprüfers der Stadtverwaltung aus und war zugleich Treuhänder des Waisenfonds.
1635 trat Banninck Cocq als Leutnant des ersten Bezirks in die Amsterdamer Bürgerwehr ein. Etwa von 1639 bis 1646 war er Hauptmann des zweiten Bezirks, in dieser Funktion wurde er von Rembrandt in der Nachtwache porträtiert. Von 1646 bis 1650 war Banninck Cocq Oberst der Bürgerwehr, diesen Rang musste er mit der Wahl zum Bürgermeister aufgeben. Von 1648 bis 1654 war Banninck Cocq als Gouverneur des Handboogdoelen, des Hauptquartiers der Bogenschützen, Mitglied eines vierköpfigen Führungsgremiums, dem die Verwaltung der Bogenschützengilde und ihres festen und beweglichen Vermögens oblag. 1648 wurde er als Ritter in den französischen Ordre de Saint-Michel aufgenommen.
Frans Banninck Cocq starb am Neujahrstag 1655 und wurde am 6. Januar 1655 in der Amsterdamer Oude Kerk bestattet.

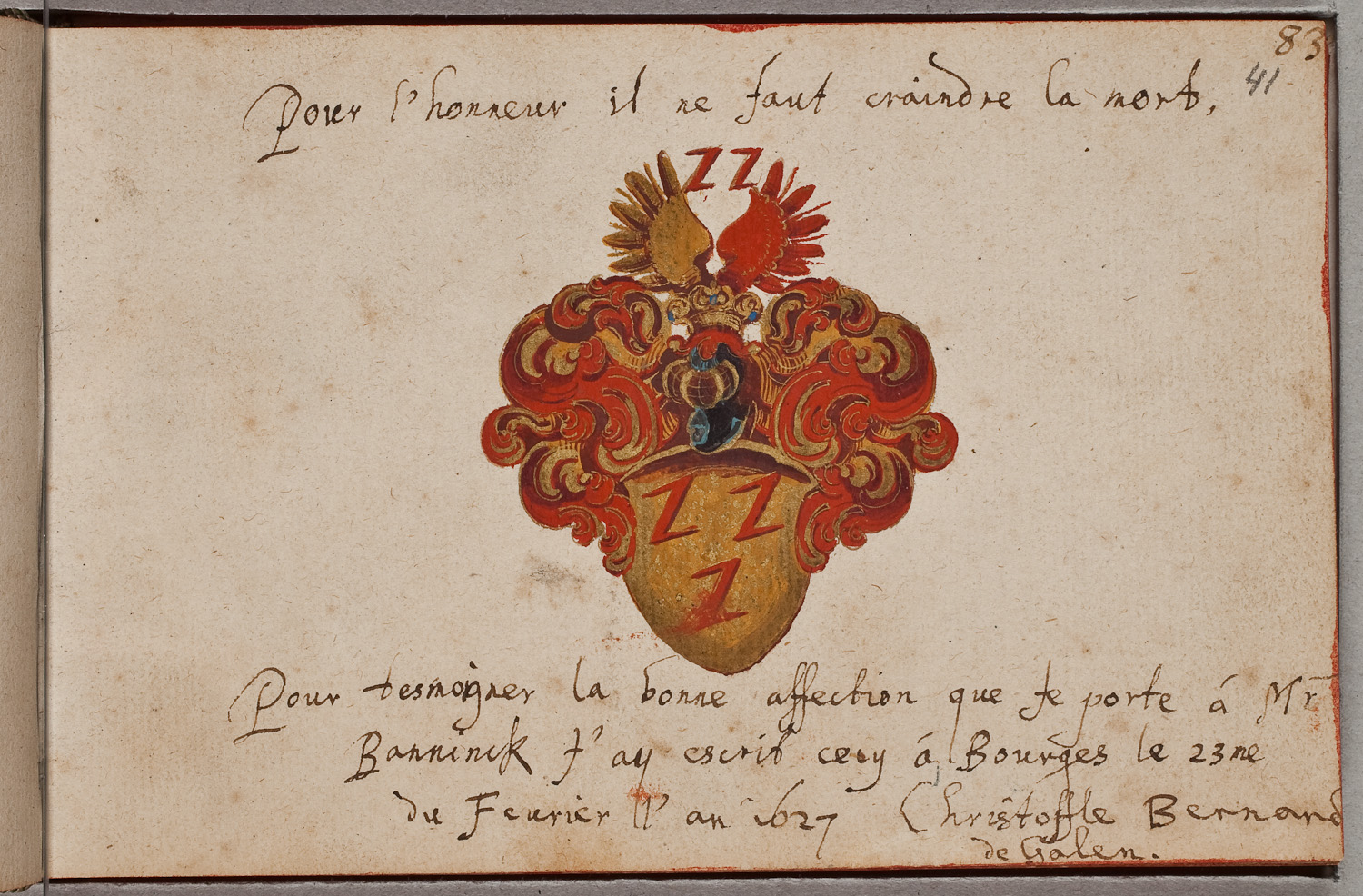
Eintrag Christoph Bernhard von Galen, des Fürstbischofs von Münster, im Stammbuch (Freundschaftsalbum) von Frans Banning Cocq, 11. Februar 1627

## Familienalbum
Frans Banninck Cocq legte ein zweibändiges Familien-Album im Format von etwa 19 × 15 Zentimeter an, das im Wesentlichen aus Aquarellen und kolorierten Zeichnungen bestand. Neben der Genealogie seiner Familie, mit Abbildungen einer Reihe von Wappen, sind zahlreiche Gebäude abgebildet, zu denen Banninck Cocq eine Beziehung hatte. Dazu gehörte der Familiensitz Ilpenstein in Ilperdam, das Haus De Dolphijn im Amsterdamer Singel 140–142, der Handboogdoelen, dessen Gouverneur er war, und eine Zeichnung von Rembrandts Nachtwache nach deren Kopie durch Gerrit Lundens. In der historischen Literatur wurde dieses Familienalbum über lange Zeit als Beleg für Banninck Cocqs Eitelkeit angesehen, die falschen Angaben zur Familiengeschichte wurden auf ihn zurückgeführt. Tatsächlich legte Banninck Cocq selbst größten Wert auf die wahrheitsgemäße Schilderung seiner Herkunft und seiner Lebensverhältnisse, er hatte als einer der führenden Patrizier Amsterdams auch keinen Grund zur Schönfärberei. Das Familienbuch ist sicher nicht zum Zweck der Prahlerei hergestellt worden, sondern hatte für Banninck Cocq die Rolle einer illustrierten Autobiografie. Viele der Darstellungen wurden wahrscheinlich von ihm selbst gemalt, und das Buch um 1654 von ihm selbst fertiggestellt. Die Nachtwache wurde wohl noch im Auftrag Banninck Cocqs von Jacob Colijns gemalt. Eine Reihe von handschriftlichen Ergänzungen erfolgten nach Banninck Cocqs Tod durch seinen Neffen Pieter de Graeff, der im Angesicht des Verlusts aller öffentlichen Ämter nach dem Rampjaar 1672 Grund und Gelegenheit zur Aufbesserung seiner Familiengeschichte hatte. Möglicherweise wurden andere Zeichnungen und Aquarelle des Familienbuchs erst nach Banninck Cocqs Tod ebenfalls von Colijns zugefügt, der zu de Graeffs Gunsten auch Dokumente zu anderen mit ihm verwandten Familien gefälscht oder verfälscht hat. Das Familienbuch ist bis heute im Besitz der Familie de Graeff und befindet sich als Dauerleihgabe im Rijksprentenkabinet des Rijksmuseum Amsterdam.

Aquarelle und Zeichnungen aus dem Familienalbum des Frans Banninck Cocq
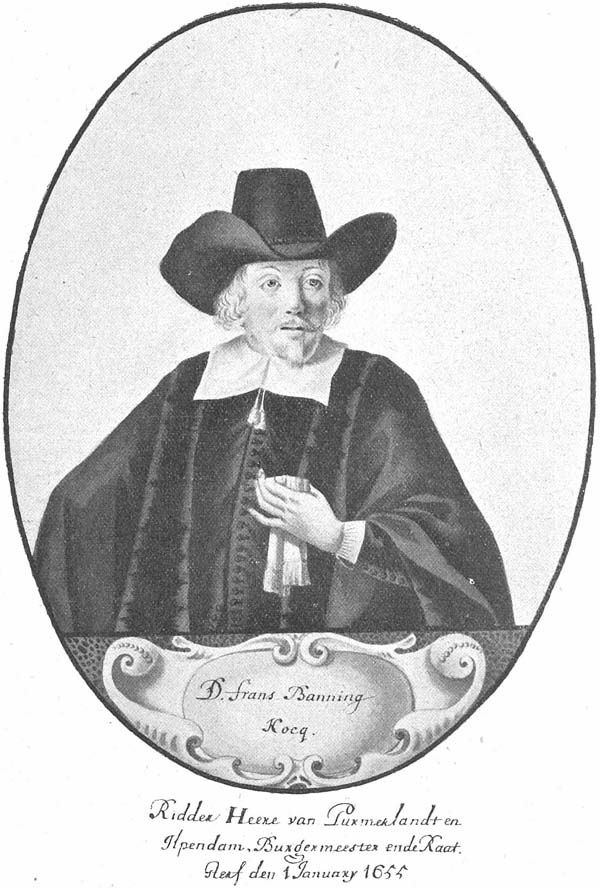
Porträt des Frans Banninck Cocq, die Beschriftung Dr. Frans Banning Kocq stammt wahrscheinlich von Pieter de Graeff
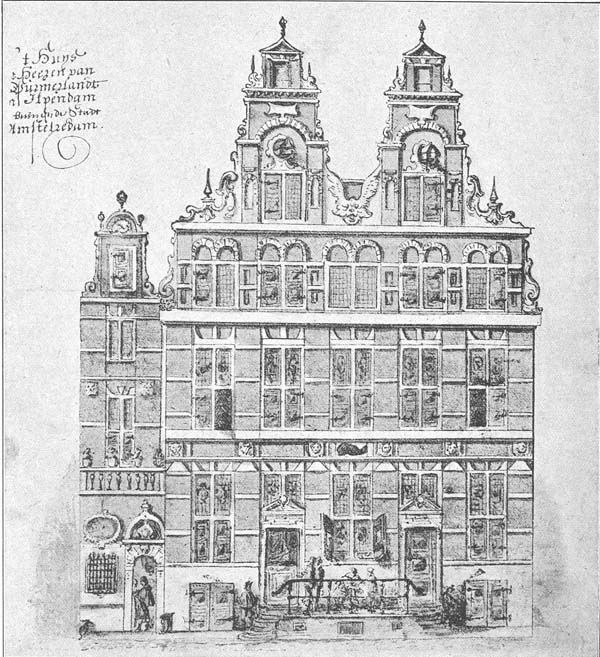
Banninck Cocqs Amsterdamer Wohnhaus De Dolphijn, Singel 140–142
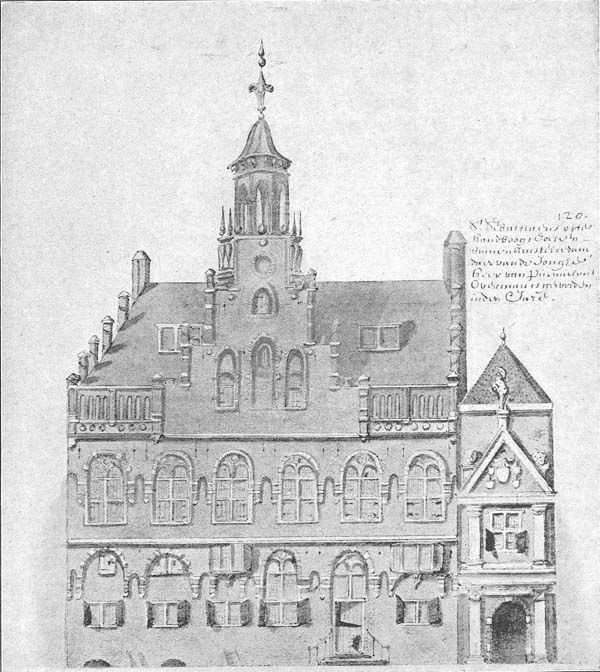
Handboogsdoelen in Amsterdam, der Sitz der Langbogenschützen, dessen Gouverneur Banninck Cocq von 1648 bis 1654 war
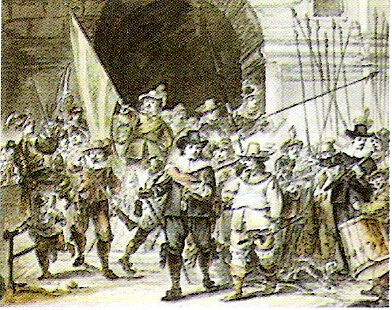
Rembrandts Nachtwache, wohl nach der Kopie von Gerrit Lundens

## Porträts

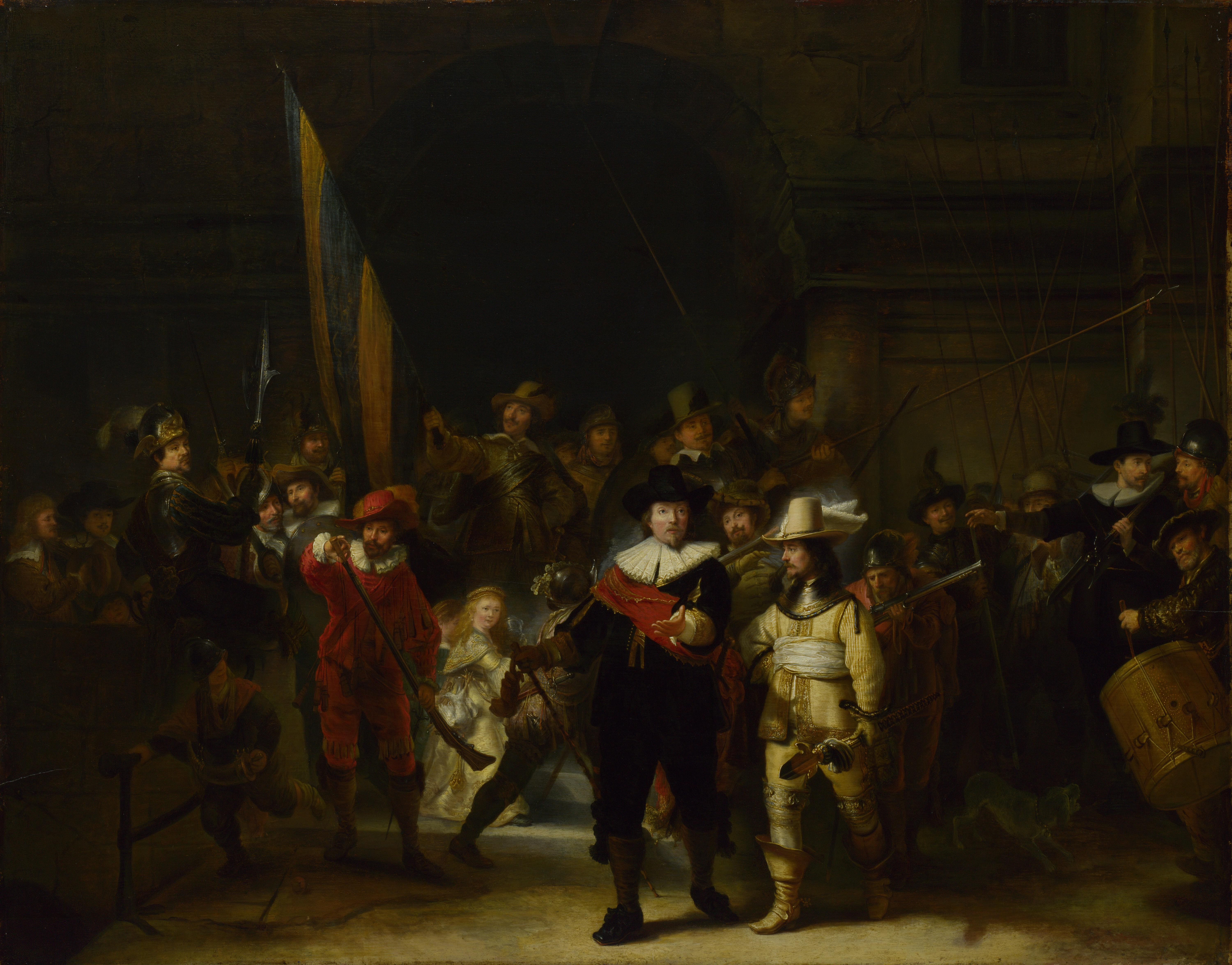
Kopie der Nachtwache, Gerrit Lundens, vor 1653, Öl auf Eichenholz, 66,8 × 85,4 cm, Rijksmuseum Amsterdam als Dauerleihgabe der National Gallery, London

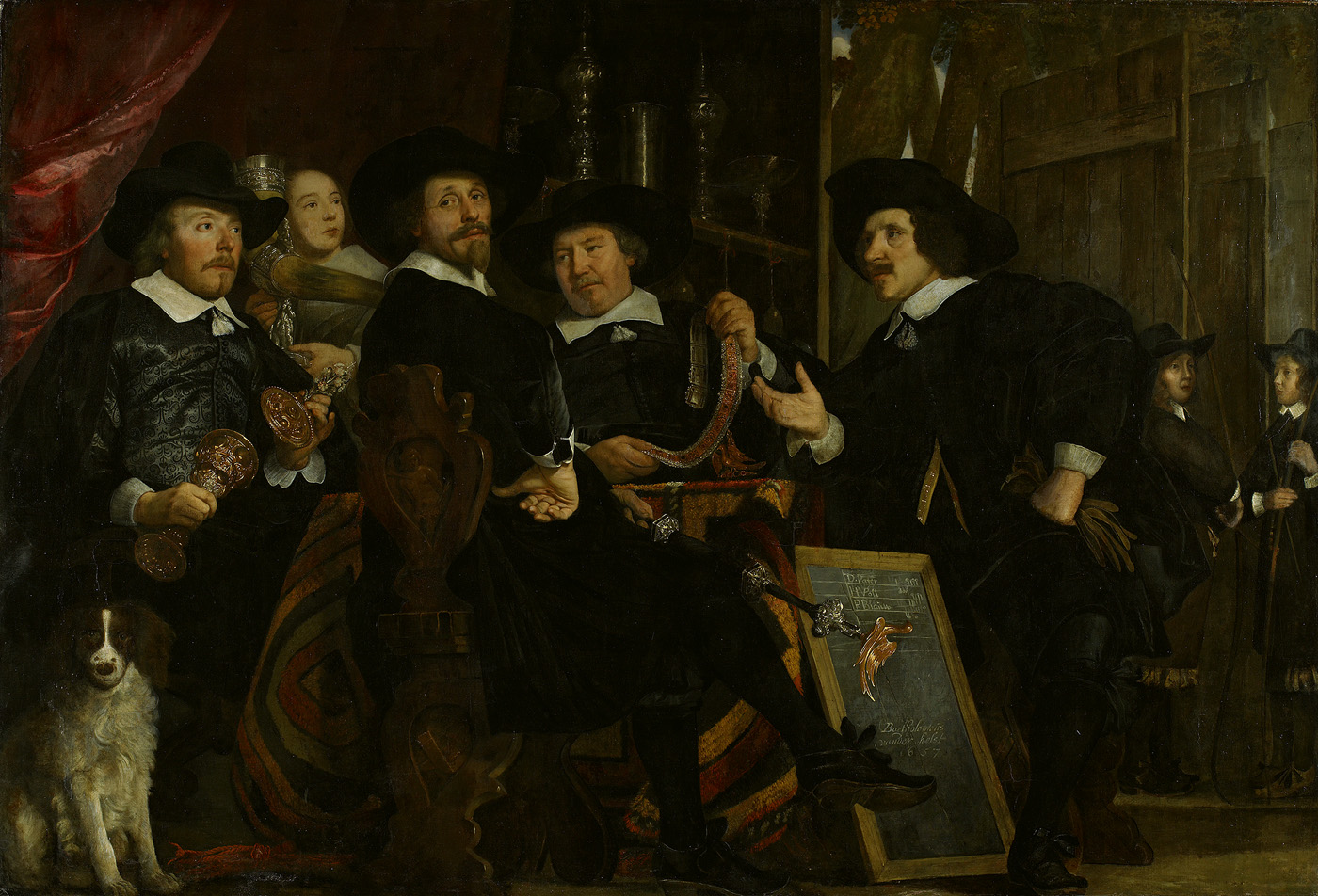
Die Vorsteher der Bogenschützengilde, Bartholomeus van der Helst, 1653, Öl auf Leinwand, 183 × 268 cm, Amsterdam Museum

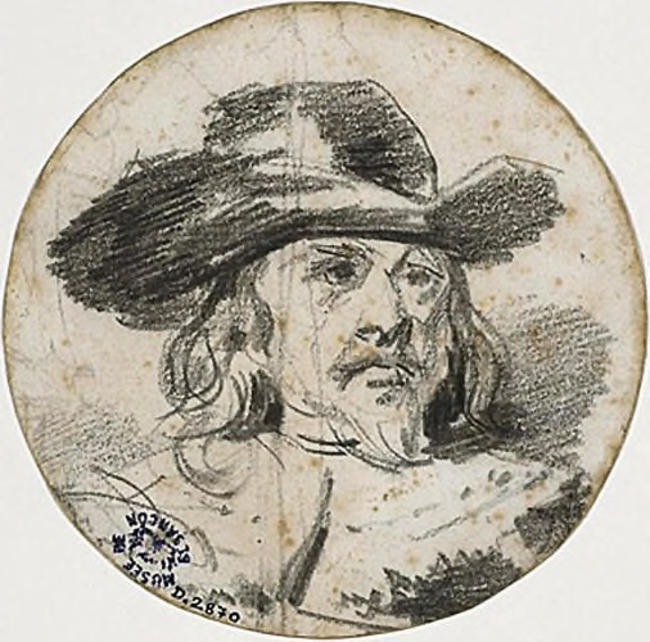
Jean-Honoré Fragonard, Kreide auf Papier, um 1765, Musée des Beaux-Arts et d’Archéologie de Besançon

Das Porträt, mit dem Frans Banninck Cocq über Jahrhunderte währende weltweite Bekanntheit erlangte, ist seine Darstellung als Hauptmann einer Schützenkompanie auf Rembrandt van Rijns Die Nachtwache. Banninck Cocq war das einzige unter den zahlenden Mitgliedern der Kompanie, von dem seine Zufriedenheit mit der Darstellung belegt ist. Unter den zahlreichen Kopien der Nachtwache sind zwei insofern von besonderer Bedeutung, als sie von Banninck Cocq in Auftrag gegeben oder selbst gemalt wurden. Die um 1653 von Gerrit Lundens gemalte Kopie in Öl auf Eichenholz befindet sich seit 1958 als Dauerleihgabe der National Gallery in London im Rijksmuseum Amsterdam. Sie wurde von Banninck Cocq in Auftrag gegeben und unterscheidet sich in einer Reihe von Details vom Original, so ist die Zahl der Piken geringer und der Verlauf der Stufen weicht ab. Da sie vor 1653 entstand, fehlt das auf Rembrandts Nachtwache erst in diesem Jahr hinzugemalte Namensschild an dem Torbogen. Die Kopie Lundens ist von großer kunsthistorischer Bedeutung, das sie noch jene Teile des Gemäldes wiedergibt, die 1715 abgeschnitten wurden und unwiederbringlich verloren sind. Nach dieser Kopie, und nicht nach dem Original, wurde wahrscheinlich von Jacob Colijns das Aquarell in Frans Banninck Cocqs Familienbuch gemalt. Es ist das 142. Blatt des ersten Teils und folgt unmittelbar auf ein nachträglich eingefügtes Dokument, das auf den Dezember 1649 datiert ist. Das Aquarell ist im Vergleich zu seiner Vorlage eine noch deutlich gröbere Kopie.
Bereits 1630 malte Wybrand de Geest zwei lebensgroße Prunkporträts als Hochzeitsporträts von Maria Overlander und Frans Banninck Cocq. Die in Öl auf Leinwand ausgeführten Gemälde blieben im Besitz der Familie de Graeff im Schloss Ilpenstein, bis dieses 1872 geräumt und abgerissen wurde. Die beiden Gemälde wurden von einem Mitglied der Familie Elias gekauft und blieben bis in die Mitte des 20. Jahrhunderts in Familienbesitz. Dabei wurde das dargestellte Paar falsch als der Amsterdamer Rechtsanwalt Floris Elias (1627–1684) und seine Ehefrau Debora Pancras († 1668) identifiziert, die am 24. Mai 1650 in Amsterdam geheiratet hatten. Erst als die Gemälde 2002 in das Museum Het Prinsenhof in Delft gelangten, erfolgte eine Untersuchung und die Identifizierung mit Frans Banninck Cocq und Maria Overlander.
Auf dem Höhepunkt von Frans Banninck Cocqs militärischer und politischer Karriere, als Gouverneur des Handboogsdoelen und Bürgermeister von Amsterdam, wurde er auf einem Gruppenporträt von Bartholomeus van der Helst dargestellt. Um 1650 verloren die Schützenhäuser der Langbogen-, Armbrust- und Musketenschützen ihre Funktion als Teil der Schießgelände. Die an sie angrenzenden Schießbahnen wurden überbaut, so auch die hinter dem Handboogsdoelen, dem Banninck Cocq mit drei weiteren Männern vorstand. Die Doelens hatten nun die Funktion von Wirts- und Versammlungshäusern der reichen und mächtigen Schützengilden, in denen Feste und Versammlungen, aber auch offizielle Empfänge abgehalten wurden. Ihre prunkvolle Ausstattung mit silbernem Geschirr und zahlreichen Schützenstücken und anderen Gemälden an den Wänden dokumentierte ihre herausragende gesellschaftliche Stellung. Voraussetzung für die Wahl in das Führungsgremium war der Rang mindestens eines Hauptmanns. Da die Mitglieder auf Lebenszeit ernannt wurden, und eine Beteiligung am Gewinn der Doelens erhielten, waren die Sitze insbesondere unter aktiven und ehemaligen Bürgermeistern sehr begehrt. Zwischen 1653 und 1656 malte Bartholomeus van der Helst drei großformatige Ölgemälde mit den Vorstehern der drei Amsterdamer Schützengilden, mit denen die lange Tradition der Amsterdamer Schützenstücke beendet wurde. Die vier Vorsteher der Langbogen- oder Sankt-Sebastianus-Schützengilde zeigt das 1653 gemalte Bild Die Vorsteher der Bogenschützengilde (De Overlieden van de Handboogdoelen). Links im Bild sitzt Frans Banninck Cocq, mit einem silbernen Prunkpokal in der Hand. Das Gemälde und seine beiden in den folgenden Jahren entstandenen Pendants mit den Vorstehern der beiden anderen Gilden hatten repräsentative Funktion. So wie Die Nachtwache die Wehrhaftigkeit der Amsterdamer Bürgerschaft dokumentierte, so zeigen diese letzten Schützenstücke mit der Zurschaustellung kostbarer silberner Pokale, Schützenketten und zeremonieller Gegenstände den Wohlstand und die wirtschaftliche Bedeutung der Gilden.
Weitere Porträts von Frans Banninck Cocq wurden nach seiner Darstellung auf der Nachtwache gefertigt. Ein Beispiel ist eine Kreidezeichnung von Jean-Honoré Fragonard im Musée des Beaux-Arts et d’Archéologie de Besançon aus der Zeit um 1765. 2007 verwendete der österreichische Künstler Matthias Laurenz Gräff – ein entfernter Nachkomme von Banninck Cocq – Rembrandts Gemälde von Frans Banninck Cocq aus Der Nachtwache als Teil seiner Diplomserie.

## Frans-Banninck-Cocq-Medaille
Seit 1996 vergibt die Stadt Amsterdam die Frans-Banninck-Cocq-Medaille (Frans Banninck Cocq Penning) als Auszeichnung für Einwohner Amsterdams, die mindestens zehn Jahre lang im kulturellen, sozialen oder wirtschaftlichen Bereich Leistungen erbracht haben, die zumindest von nationaler Bedeutung sind. Die Medaille wurde von Mirjam Mieras entworfen und besteht aus poliertem Edelstahl. Sie wird in einer schwarzen Dose verliehen, in deren Deckel ein Porträt Frans Banninck Cocqs eingedruckt ist. Das Porträt spiegelt sich bei offener Dose in der polierten Oberfläche der Medaille. Die Randinschrift nennt Namen und Lebensdaten Banninck Cocqs, auf der Rückseite sind der Name des Ausgezeichneten und der Stadt Amsterdam und das Datum der Auszeichnung eingeprägt. Zur Auszeichnung gehört eine silberne Anstecknadel mit den spiegelverkehrten Initialen BC.